# Nyctemera delocyma
Nyctemera delocyma là một loài bướm đêm thuộc phân họ Arctiinae, họ Erebidae.